# Planikoksa
Planikoksa (Planicoxa venenica) – roślinożerny dinozaur z grupy iguanodonów (Iguanodontia).
Żył w okresie wczesnej kredy (ok. 126-113 mln lat temu) na terenach Ameryki Północnej. Długość ciała ok. 6 m, wysokość ok. 2 m, masa ok. 900 kg. Jego szczątki znaleziono w USA (w stanie Utah).
Znana z kręgów, części miednicy i kończyn dwóch osobników. Różnie klasyfikowana – do Iguanodontidae lub do Dryosauridae.